# USS Ponchatoula (AOG-38)
USS Ponchatoula (AOG-38) był amerykańskim tankowcem typu Mettawee z okresu II wojny światowej.
Stępkę jednostki, pod starym oznaczeniem MC hull 1801, położono 7 czerwca 1944 w stoczni East Coast Shipyard Inc. w Bayonne (stan New Jersey). Zwodowano go 30 lipca 1944, matką chrzestną była Cynthia Tenety. Jednostka została dostarczona US Navy 30 września 1944 i weszła do służby 6 października 1944, pierwszym dowódcą został Lt. W. G. Peyton.

## Służba w czasie II wojny światowej
Po dziewiczym rejsie "Ponchatoula" opuścił wschodnie wybrzeże USA 13 grudnia 1944. Pobrał produkty ropopochodne w Holenderskich Indiach Zachodnich i popłynął przez Kanał Panamski do San Diego.

### Służba na Pacyfiku
19 stycznia 1945 udał się do Pearl Harbor skąd woził benzynę na Canton Island w lutym. W marcu popłynał do Ulithi z ładunkiem benzyny lotniczej i ropy. W maju popłynął na Okinawę w ramach konwoju UOK–11. Zakotwiczył w pobliżu plaż Hagushi 16 maja. Został przydzielony do przewożenia ropy pomiędzy dużymi tankowcami i małymi jednostkami floty. Przeszedł do Ie Shima 19 maja. 29 maja przepłynął do Kerama Retto. Pozostał w tym rejonie do końca II wojny światowej. Kontynuował służbę zaopatrzeniową do 14 grudnia 1945, gdy wyruszył w kierunki Stanów Zjednoczonych.

## Wycofanie ze służby
Okręt został wycofany ze służby 24 kwietnia 1946 w Mare Island. "Ponchatoula" został skreślony z listy jednostek floty 31 maja 1946 i przekazany Maritime Commission 9 września 1946. Dalsze losy nieznane

## Pochodzenie nazwy
Okręt otrzymał nazwę "Ponchatoula" by upamiętnić wysiłek mieszkańców luizjańskiej miejscowości Ponchatoula w zbieraniu złomu. Członkowie załogi zbierali się na zlotach w mieście patronackim. Dzwon okrętowy został przekazany miastu na zlocie 5 maja 2010 i wisi w pobliżu ratusza miejskiego.

## Medale i odznaczenia
"Ponchatoula" otrzymał jedną battle star za służbę w czasie II wojny światowej.